# Grzechotnik górski
Grzechotnik górski (Crotalus molossus) – gatunek jadowitego węża z podrodziny grzechotnikowatych (Crotalinae) w rodzinie żmijowatych (Viperidae).
Obecnie wyróżnia się trzy podgatunki:
- Crotalus molossus molossus Baird & Girard, 1853
- Crotalus molossus nigrescens Gloyd, 1936
- Crotalus molossus oaxacus Gloyd, 1948

Wyróżniany dawniej podgatunek estebanensis został podniesiony do rangi odrębnego gatunku Crotalus estebanensis.
Występuje w Ameryce Północnej – na południu Stanów Zjednoczonych (Arizona, Nowy Meksyk i Teksas) i w Meksyku. Żywi się drobnymi kręgowcami.